# Biatora toensbergii
Biatora toensbergii är en lavart som beskrevs av Holien & Printzen. Biatora toensbergii ingår i släktet Biatora och familjen Ramalinaceae.  Arten är reproducerande i Sverige. Inga underarter finns listade i Catalogue of Life.